# J. S. Cardone
Joseph S. Cardone (* 19. Oktober 1946 in Pasadena, Kalifornien) ist ein US-amerikanischer Drehbuchautor, Regisseur und Produzent.
Sein Debüt als Regisseur und Drehbuchautor gab er 1982 mit dem Film The Slayer. Seitdem verfasste er die Drehbücher zu seinen Filmen meist selbst; etwa zu Shadow Hunter, bei dem Michael Cardone der Kameramann war.

## Filmografie (Auswahl)
Regisseur
- 1982: The Slayer
- 1989: Shadowzone
- 1992: Shadow Hunter
- 1998: Outside Ozona
- 2001: The Forsaken – Die Nacht ist gierig (The Forsaken)
- 2005: 8mm 2 – Hölle aus Samt (8MM 2)
- 2006: Zombies (Wicked Little Things)

Drehbuchautor
- 1982: The Slayer
- 1989: Shadozone
- 1992: Shadow Hunter
- 1998: Outside Ozona
- 2001: The Forsaken – Die Nacht ist gierig (The Forsaken)
- 2003: Alien Jäger – Mysterium in der Antarktis (Alien Hunter)
- 2004: Sniper 3
- 2005: The Marksman – Zielgenau (The Marksman)
- 2006: Der Pakt (The Covenant)
- 2008: Prom Night
- 2009: Stepfather (The Stepfather)

Produzent
- 2006: Zombies (Wicked Little Things)